# Église Saint-Loup de Saint-Loup (Loir-et-Cher)
L'église Saint-Loup de Saint-Loup, est un édifice religieux situé à Saint-Loup, en France.

## Généralités
L'église est situés sur le territoire de la commune de Saint-Loup, dans le département du Loir-et-Cher, en région Centre-Val de Loire, en France. Elle est rattachée au secteur pastoral de Villefranche–Châtres‑sur‑Cher, rattaché au doyenné de Sologne viticole et de la vallée du Cher dans le diocèse de Blois.

## Histoire
La construction de l’église remonte à la fin du XIIe siècle pour le chœur et l’abside, et au début du XIIIe siècle pour la nef et le porche. En 1875, un clocher est ajouté sur le porche par l’architecte Pierre Chauvallon et une restauration importante est menée en 1906 par Jules Grenouillot, notamment sur la charpente de la flèche et de l’abside.
L'église est classée au titre des monuments historiques par arrêté du 6 mars 1906.

## Architecture
Construite en moellon calcaire et couverte d’ardoise, l’église présente un plan allongé à nef unique, voûtée d’ogives, avec une abside semi-circulaire. Des traces de fresques médiévales sont encore visibles dans l’abside et sur les murs sud de la nef, dont une rare représentation peinte de la Vierge aux 7 vertus. Un escalier en vis sans jour est également présent,.
A l'extérieur, le porche surmonté d’un clocher polygonal. 

## Mobilier
Parmi le mobilier remarquable de l'église : une cloche datée de 1634, diverses statues représentant la Vierge et saint Loup,,, datés entre le XVIe siècle et le XVIIIe siècle, ainsi que les peintures murales.